# كأس أيرلندا الشمالية 2014–15
كأس أيرلندا الشمالية 2014–15 (بالإنجليزية: 2014–15 Irish Cup)‏ هو الموسم 135 من  كأس أيرلندا. أقيم خلال الفترة 23 أغسطس 2014 وحتى 2 مايو 2015، وأشرف على تنظيمه الاتحاد الأيرلندي لكرة القدم، وكان عدد الأندية المشاركة فيه  125، وفاز فيه غلينتوران.